# Shiva

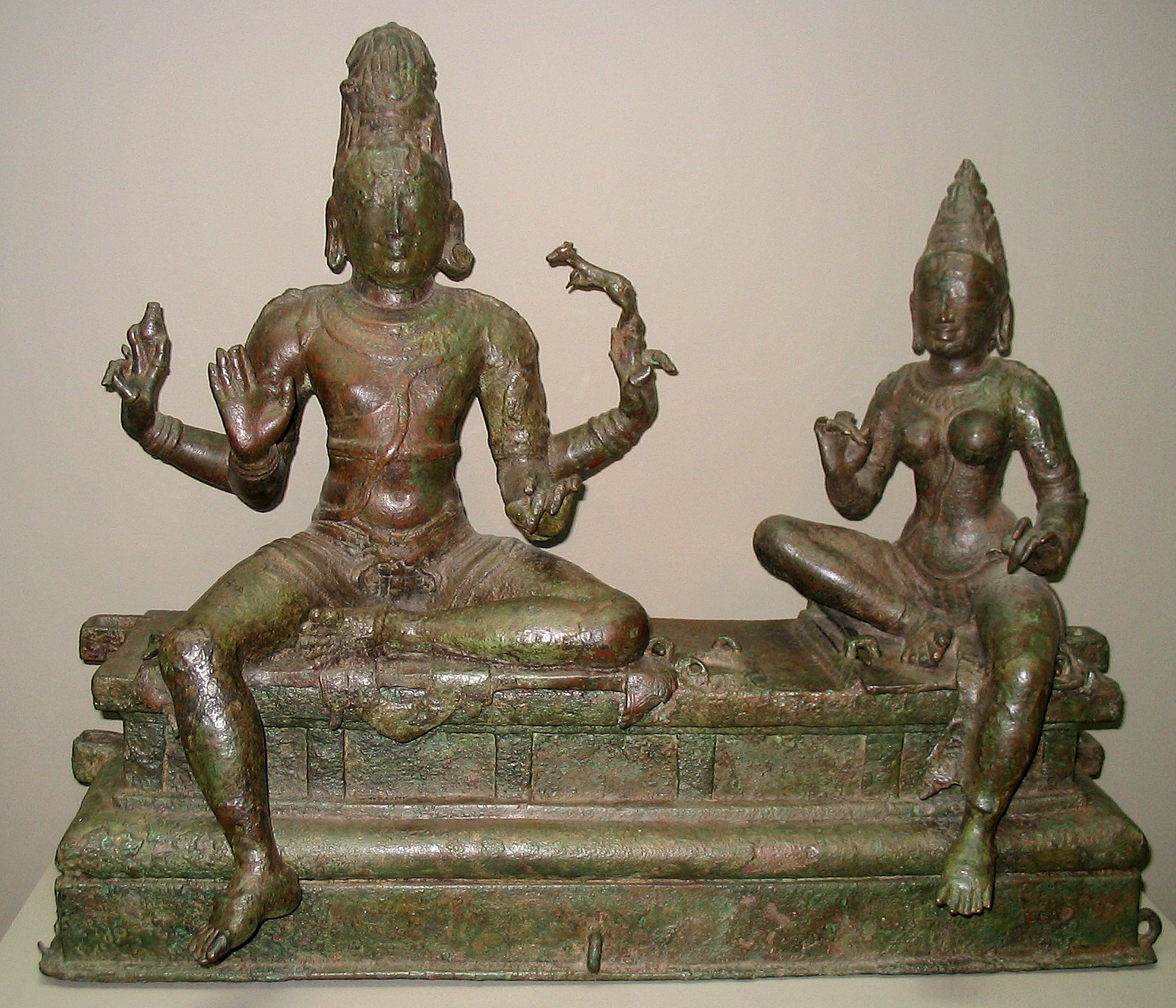
Shiva en Uma (14e eeuw)

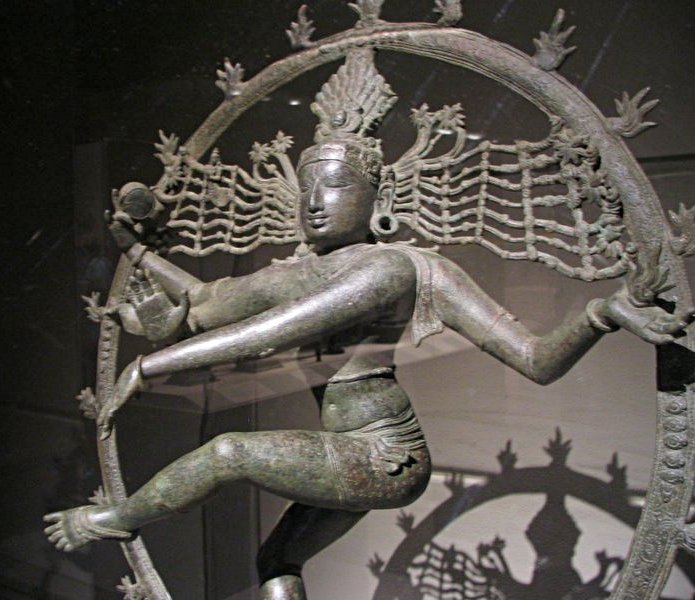
Shiva Nataraja: kosmisch dansende Shiva

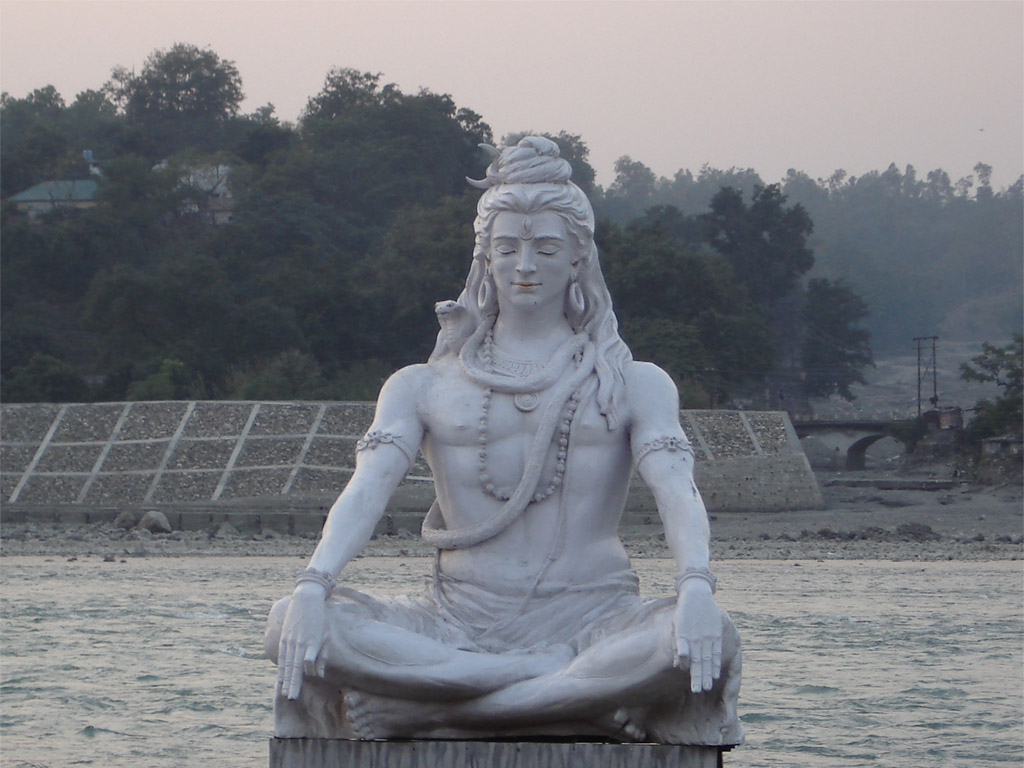
Shivabeeld in Rishikesh

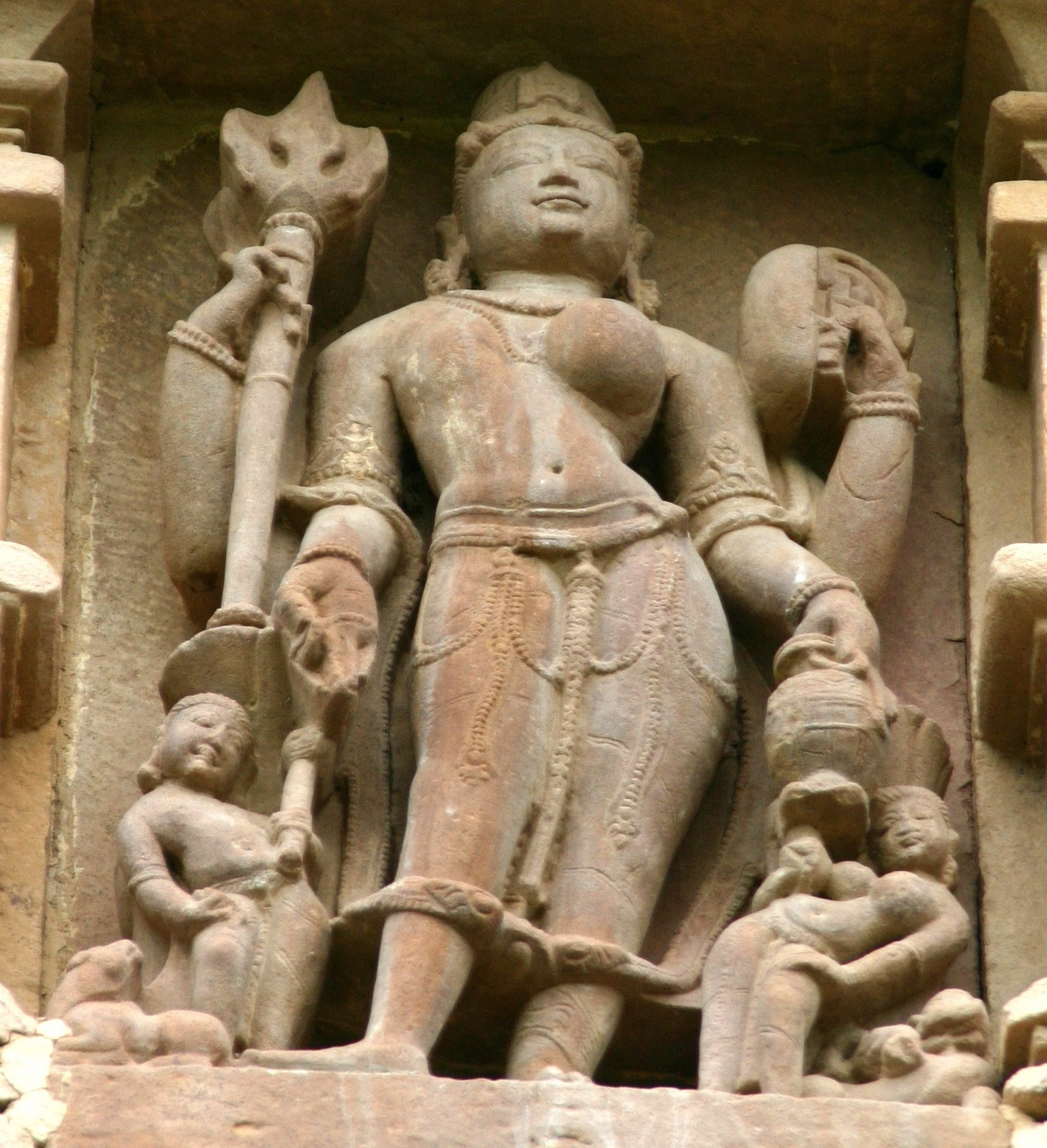
De tweeslachtige Ardhanarishvara, beeldhouwwerk, Khajuraho

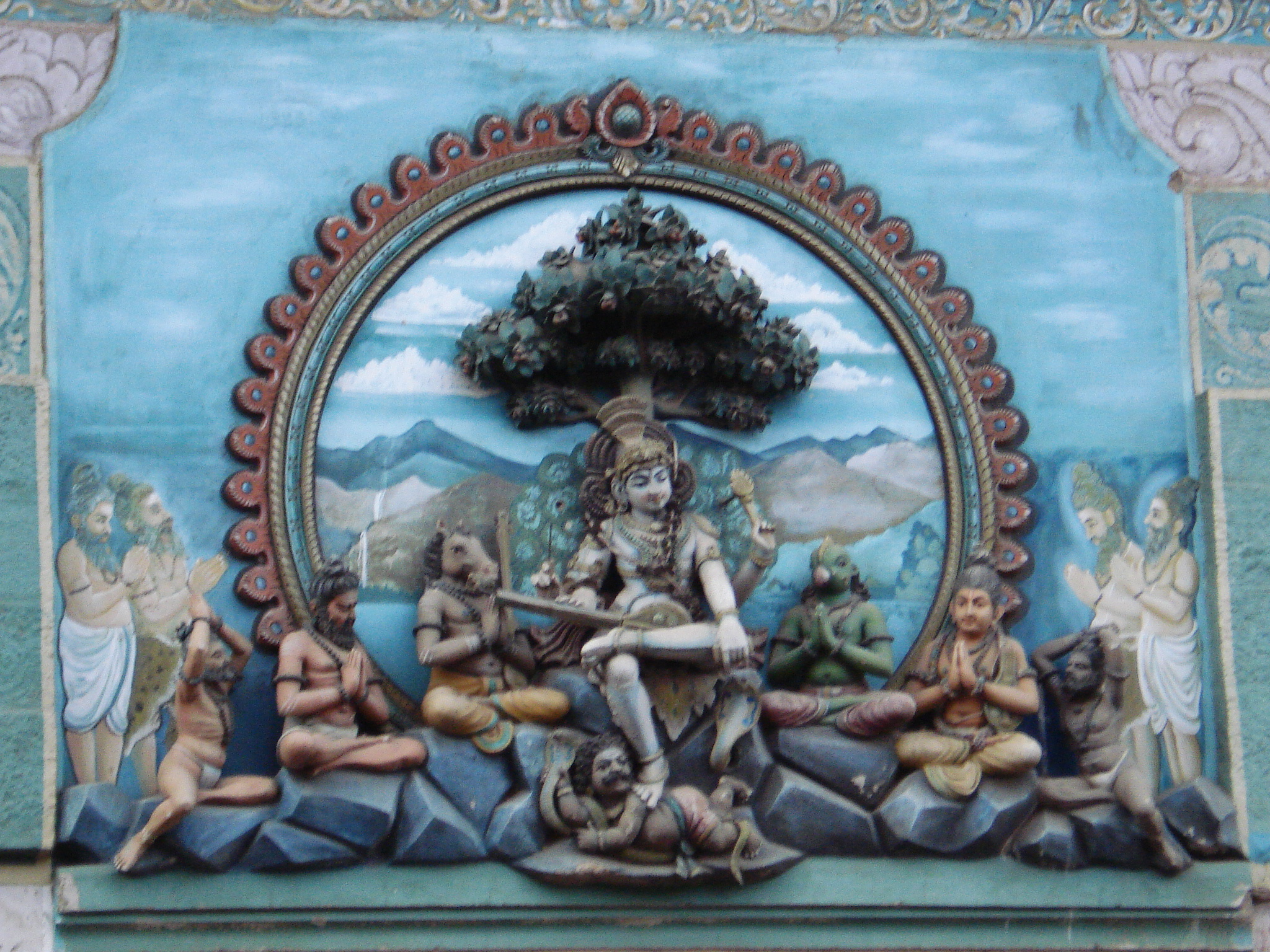
Shiva (Minakshitempel in India)

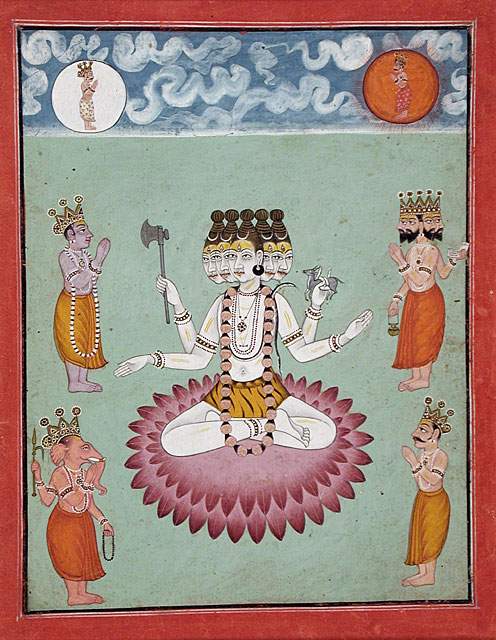
Shiva met vijf hoofden als geneesheer

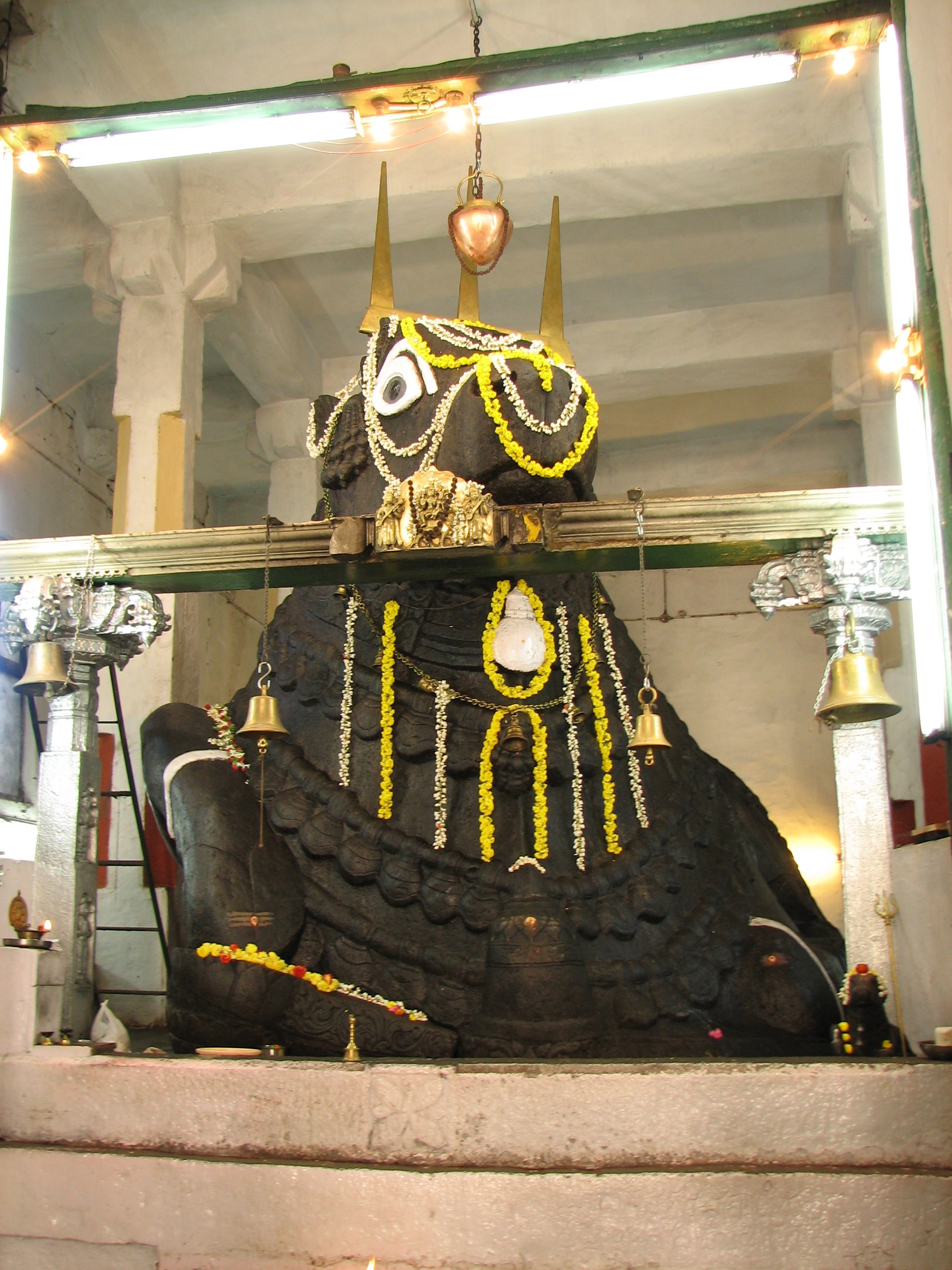
Nandi in de Nandi-tempel in Bangalore, Nandi is de vahana van Shiva

Shiva, Shiwa of Śiva (Sanskriet: शिव) is het hoogste goddelijke wezen binnen Ishvara, een van de grote tradities binnen het hindoeïsme. Met Brahma en Vishnu vormt hij de Trimurti van schepper-instandhouder-vernietiger. Shiva is de vernietiger. Andere namen van Shiva zijn Tryambaka (de drie-ogige), Mahakala (Grote Tijd), Nilakantha (Blauwe Nek), Sri Kanta (Hij wiens nek mooi is), Girisha (de Heer van de Heuvels), Sankara, Hara, Gangadara (Drager van Ganga), Nataraja (Heer van de Dans), Ardhanarishvara (de heer die half vrouw is) en Bhagavat (Heer). In zijn verschijning als Panchanana (Vijf-hoofdige) treedt Shiva als geneesheer op. Met zijn echtgenote Parvati bewoont Shiva de berg Kailasa in de Himalaya.

## Betekenis van het woord Shiva
In de teksten van de veda's, tantra's en andere bronnen komen drie betekenissen van de term Shiva naar voren:
1. De eerste en belangrijkste betekenis van Shiva is welzijn. Shiva wordt wel gezien als iemand die op allerlei manieren (door allerlei rollen aan te nemen) het welzijn bevordert. Om al die manieren of rollen vorm te geven wordt Shiva wel met vijf verschillende gezichten afgebeeld, twee aan de linkerzijde, twee aan de rechterzijde en een in het midden.
2. De tweede betekenis van Shiva is allerhoogste kennis of kennis van het Hoogste Wezen (zonder attributen) voorbij iedere existentiële gebondenheid.
3. De derde betekenis is de persoon Sadáshiva die ongeveer zevenduizend jaar geleden werd geboren in India. Sadá betekent altijd en Shiva betekent welzijn. Sadáshiva betekent iemand wiens enige bestaansopdracht is om het algehele welzijn van alle wezens te bevorderen.

## Betekenis van de komst van Shiva
De eerste vorm van Shiva (Rudra) ontstond aan het eind van het Rig-Veda tijdperk en aan het begin van het Yajur-Veda tijdperk.
De gezamenlijke leringen van de rishi's (wijzen) en muni's (geleerden), die Arsha Dharma werden genoemd, waren voortdurend onderhevig aan veranderingen. Zo veranderde bijvoorbeeld met de tijd, van de ene naar de andere Veda, het systeem van de voordracht en de uitspraak van mantra's.
Het Saivisme als vorm van Bhakti ontstaat in Zuid-India vermoedelijk in de vijfde eeuw na Christus.

## Familie van Shiva
In de zeer uitgebreide mythologie die rond Shiva is ontstaan, komen talrijke vrouwen van Shiva voor. De drie vrouwen van Shiva zijn de uit de Himalaya bergketen afkomstige Arische Párvati (Uma) of Gaorii, de donkere autochtone Kálii en de Mongoolse, uit Tibet afkomstige Gaunga (eigenlijk zijn deze de verschijningsvormen van Parvati mata). Parvati was de dochter van de koning Himalaya. Daksha, vader van Sati, een eerdere incarnatie van Parvati, zou Shiva vernederd hebben door hem niet uit te nodigen voor een yajina, een Arische offerceremonie. Sati kon de vele beledigingen aan het adres van haar echtgenoot niet langer verdragen en wierp zichzelf in het offervuur. Shiva stuurde Virabhadra om zich op Daksha te wreken. Daksha verloor zijn hoofd, maar kreeg er later een geitenkop voor in de plaats. Tijdens zijn omzwervingen na het verlies van zijn vrouw, werden verscheidene vrouwen verliefd op Shiva. Hun echtgenoten ontmanden toen Shiva. Daaruit zou de cultus van de linga (lingam) zijn ontstaan. Na het grote offer van Sati zouden de relaties tussen de Ariërs en de autochtone bevolking verbeterd zijn.
Párvati had een zoon, genaamd Bhaerava. Bhaerava betekent iemand die tantra-sadhana beoefent. Kalii had een dochter, genaamd Bhaeravii, wat betekent een vrouw die Tantra sadhana beoefent. Gaunga had een zoon genaamde Karttikeya, Karttika, Skanda of Murugan, die tot verdriet van zijn moeder geen sadhana beoefende. Om die reden zou Shiva Gaunga, om haar te troosten, het meest vertroeteld hebben. Op grond van dit verhaal begon men zo'n 1400 jaar geleden tijdens de Puranische periode Gaunga af te beelden op het haar van Shiva. Later begon men deze Gaunga te associëren met de rivier de Gaunga (Ganges) en liet men in de Puranische verhalen de rivier vanaf het hoofd van Shiva in vier richtingen stromen.
Ganesh, die men in de Puranische verhalen als een zoon van Shiva en Parvati is gaan beschouwen, schijnt al vóór de tijd van Shiva in prehistorische tijden, vereerd te zijn geweest als godheid. Ganesha of Ganapati betekent de groepsleider of het stamhoofd. De verering van Ganesha zou ontstaan zijn uit de verering van het prehistorische stamhoofd. Om zijn macht aan te geven werd deze leider verbeeld als een weldoorvoede krachtige figuur met het hoofd van een machtig dier, de olifant. Ganesha kreeg het hoofd van de witte olifant Airavata van Indra.
Shiva wordt ook tot vader van de maruts, de stormgoden, gerekend.

## Kenmerken van Shiva
Tot de kenmerken van Shiva behoren de trident (trishula), de bijl (parashu) en de lasso. Als Heer van de Dans (Nataraja) draagt hij een trommel (damaru). Hij draagt de maansikkel (Chandra) op zijn hoofd en is met as bedekt. Shiva heeft een blauwe keel (nilakanta), omdat hij het gif halahala dronk, dat vrijkwam bij het karnen van de oceaan van melk (Samudra manthan). Hij heeft drie ogen, draagt een olifantenhuid, zit op een tijgerhuid en de witte stier Nandi is zijn rijdier (vahana). In zijn gedaante als geneesheer heeft Shiva vijf hoofden (Panchanana). De lingam is het symbool, waarmee Shiva vereerd wordt. De yoni is dat van zijn echtgenote Parvati. Als Ardhanarishvara maken Shiva en Parvati deel uit van één lichaam. Hun woonplaats is Kailash en Benares (Varanasi, Kashi) is zijn geliefde stad.

## Scholen en gezichtspunten in het Shaivisme
De bhakti-sekten van het Shaivisme zien Shiva als de ene ware God waarvan alle andere godheden emanaties zijn. Smarta's geloven dat Shiva een van de vele vormen van de universele Atman of Brahman is.
In het Gaudiya Vaishnavisme wordt Shiva gezien als de beste toegewijde van Vishnoe. Terwijl aan Vishnu in het Vaishnavisme allerlei avatara's (avatars) worden toegeschreven, is dit bij Shiva niet het geval. Er zijn wel wat mensen geweest die claimden dat zij een belichaming waren van Shiva zoals Adi Shankara en meer recent Haidakhan Babaji, ook gekend als Mahavatar Babaji. 
Er zijn ook wel legenden en leringen, waarin vermeld wordt dat Shiva zich spontaan zou hebben gemanifesteerd om in te grijpen in bepaalde gebeurtenissen. Sommigen beschouwen Hanuman als een aspect van Shiva, In de leringen van Ananda Marga is Shiva een Mahakaula, evenals Krishna.
Shiva wordt dikwijls afgebeeld als danser van de tantrische tandava-dans. In de hindoeïstische mythologie verbeeldt deze dans de energie die door de wereld stroomt en die de ritmes van dag en nacht, de seizoenen, geboorte en dood veroorzaakt.
De belangrijkste feestdag voor Shiva is Mahashivaratri. Het feest wordt gevierd in de hindoe maand Ma(a)gha of Phalgun (Feb/Maart) op de dertiende of veertiende dag na de volle maan.
De belangrijkste mantra van Shiva is Om Namah Shivaya (Devanagari: ॐ नमः शिवाय; IAST: Oṃ Namaḥ Śivāya), wat zoveel betekent als "ik buig voor, geef me over aan Shiva".

## Trivia
- Binnen verschillende tantra-stromingen wordt Shiva gezien als de energiestroming van het mannelijke aspect, vergelijkbaar met yang.
- Shiva en Vishnu werden op Bali soms vereerd als één god.[1]
- Het plantje dat Shiva in de bekende voorstelling van de veelarmige kosmische danser in een van zijn handen ophoudt, is het hallucinogene Datura.